# Jenny-Laure Garcin
Pour les articles homonymes, voir Garcin.
Jenny-Laure Garcin née le 20 juin 1896 dans le 14e arrondissement de Paris où elle est retrouvée morte à son domicile le 1er septembre 1978, est une artiste peintre, réalisatrice et critique d'art française.    

## Biographie
De 1935 à 1937, Jenny-Laure Garcin expose avec le groupe Abstraction-Création. Sa première exposition a lieu en 1936, à Paris. 
Elle interrompt sa pratique picturale pour préparer une thèse sur l'influence du rêve dans l'art pictural.
À partir de 1948, elle réalise des courts-métrages sur des poèmes d'Arthur Rimbaud, Apollinaire ou Saint-John Perse. Gaston Bachelard préface son exposition de 1957. Elle publie une importante bibliographie sur le peintre Grandville.

## Publications

### Catalogues d'exposition
- Peintures récentes de Laure Garcin, du 22 avril au 4 mai 1936..., Paris : Galerie Jeanne Bucher-Myrbor , 1936
- Laure Garcin : peintures récentes : recherches des structures dans lesquelles existe à l'état virtuel le dynamisme des métamorphoses, Paris, Galerie 9-9, 1972
- Laure Garcin, Paris, 5 au 20 décembre 1963, Paris, Galerie Coard, 1963

### Ouvrages sur l'art
- Le Dynamisme des métamorphoses, 1975
- Le Rêve et Grandville, Paris, École du Louvre, 1956
- L'Évolution de l'art abstrait vers un art de synthèse symbolique, Paris, Presses Universitaires de France, 1937
- Le Cinéma d'animation peut-il apporter une dimension nouvelle aux arts plastiques ?, Paris, 1962
- L'art contemporain : Mort de l'art, Paris, 1971-1972
- Grandville-le-Visionnaire (1803-1847) : sa vie, son œuvre, 1948
- Granville, visionnaire, surréaliste, expressionniste, Paris, Busson, 1947
- J.J. Grandville : révolutionnaire et précurseur de l'art du mouvement, Paris, Éric Losfeld, 1970
- Le Drame de l'art contemporain..., Revue d'esthétique générale, 1953
- L'Évolution de l'art abstrait vers un art de synthèse symbolique, Paris, Presses Universitaires de France, 1937
- A propos d'un film de court-métrage, Paris, les Temps modernes, 1958
- Peinture et film d'animation, Paris, les Temps modernes 1964
- Le Rêve et Grandville, Paris,École du Louvre, 1956